# 毛拉纳
毛拉纳（英語：Maulana，阿拉伯语：‎，/mɔːˈlɑːnə/），是一種尊稱的前綴。在中亚和印度次大陸主要用於受人尊敬的穆斯林領袖名字的前面，特別是畢業於伊斯蘭學校、darul uloom、或曾於其他伊斯蘭學者門下學習者。